# Карл Теодор Байргофер
Карл Теодор Байргофер (нім. Karl Theodor Bayrhoffer; 14 жовтня 1812, Марбург — 3 лютого 1888, Монро, Вісконсин, США) — німецький філософ, публіцист і політик; здобув освіту в тамтешній гімназії, потім в Марбурзькому і Гейдельберзькому університетах, де вивчав спочатку державне право, а потім переважно філософію, і згодом був ординарним професором філософії в Марбурзі.

## Творча біографія
У своїх ранніх працях, таких як: «Grundprobleme der Metaphisik» (Марбург, 1835 рік), «Idee des Christentums» (Марбург, 1836 рік), «Begriff der organischen Heilung der Menschen» (Марбург, 1837 р ), особливо ж в «Idee und Geschichte der Philosophie» (Марбург, 1838 рік) виступив рішучим послідовником Гегеля, тоді як у «Beitrage zur Naturphilosophie» (Лейпциг, 1839-40 рр.), він намагався примирити теорію з емпірикою. Там помітно відхилення від колишніх поглядів.
Як публіцист виступив з часу виникнення німецько-католицьких вільних суспільств. В цілому ряді творів: «Über den Deutschenkatholizismus» (Марбург, 1845 рік), «Das wahre Wesen der gegenwärtigen religiösen Reformation in Deutschland » (Маннг., 1846 рік), «Der praktische Verstand und die marburger Lichtfreunde» (Дармштадт 1847 рік) і т. д. він виступив передовим захисником цього напрямку.
Основні положення свого вчення він розвинув в «Untersuchungen über Wesen, Gecshichte und Kritik der Religion» і в «Jahrbücher für Wissenschaft und Leben» (Дармштадт, 1849 рік). За промову на користь німецького католицтва, виголошену в Університеті на день народження курфюрста, був усунутий з посади в 1846 році. Обраний в листопаді 1848 році членом парламенту, він приєднався до радикальної партії. З 22 серпня до 2 вересня 1850 він був президентом палати, а також членом парламентського комітету (Auschuss).
Пізніше емігрував до Америки і жив там до 1866 року в Вісконсині, головним чином присвятивши себе публіцистичним працям.